# 분신사바
《분신사바》는 2004년 8월 5일에 개봉된 공포 영화다.

## 등장 인물

### 주인공
- 김규리 : 이은주, 춘희 역
- 이세은 : 이유진 역
- 이유리 : 김인숙 역
- 최정윤 : 호경 역
- 최성민 : 한재훈 역

### 그 외 인물
- 전국환 : 한상도 역
- 이승철 : 김 교장 역
- 김경룡 : 박 주임 역
- 송용태 : 윤 군수 역
- 장영주 : 장 형사 역
- 용선희 : 안희선 역
- 강기화 : 이영민 역
- 강정화 : 강소정 역
- 탁성은 : 장재은 역
- 임유진 : 김일호 역
- 이경미 : 이혜지 역
- 모지은 : 최수현 역
- 문용철 : 수위 역
- 김철수 : 선생 역
- 최윤정 : 선생 역
- 김소영 : 영어 선생님 역
- 박웅진 : 형사 역
- 김재흠 : 형사 역
- 이상인 : 박민지 역
- 김재훈